# Hat-Head-Nationalpark
Der Hat-Head-Nationalpark ist ein Nationalpark im Nordosten des australischen Bundesstaates New South Wales, 356 Kilometer nördlich von Sydney und 15 Kilometer östlich von Kempsey an der Küste.
Der Park erstreckt sich von Crescent Head im Süden bis zum Smoky Cape im Norden 40 Kilometer entlang der Küste. Im Zentrum befindet sich das namensgebende Kap Hat Head.

## Sehenswürdigkeiten
Im Norden des Nationalparks am Smoky Cape befindet sich das Smoky Cape Lighthouse.